# Whitecliffs (Nouvelle-Zélande)

Whitecliffs est une petite localité située dans le district de Selwyn de la région de Canterbury de l’Île du Sud de la Nouvelle-Zélande.

## Toponymie
Elle est aussi connue comme South Malvern (mais la ville de Sheffield fut aussi connue autrefois comme ‘Malvern’), et le nom de  Whitecliffs vient des falaises à terrasses, qui s’étendent au-dessus de la rivière Selwyn.

## Activité économique
La ville fut significativement plus large et le siège d’une activité industrielle tel que la fabrication des poteries et des briques et l’extraction minière du charbon et du sable  qui avait lieu à proximité.

## Accès
L’importance économique de la ville fut suffisamment significative pour justifier l’installation d'un embranchement ferroviaire: la branche de Whitecliffs (en), partant de la ligne Midland, pour la conduire jusqu’à la ville de Whitecliffs.
Elle ouvrit le 3 novembre 1875.
Le service des passagers cessa le 13 mars 1949, et du fait du déclin du fret, la ligne fut entièrement fermée le 31 mars 1962.
Le hangar des machines est toujours debout dans la ville, même si la gare a disparu.